# Goldbauchkolibri
Der Goldbauchkolibri  (Coeligena bonapartei), manchmal auch Goldbauchmusketier oder Goldbauch-Andenkolibri genannt, ist eine Vogelart aus der Familie der Kolibris (Trochilidae). Die Art in den südamerikanischen Ländern Kolumbien und Venezuela vor, das Verbreitungsgebiet umfasst 21.300 km2. Der Bestand wird von der IUCN als „nicht gefährdet“ (least concern) eingeschätzt.

## Merkmale

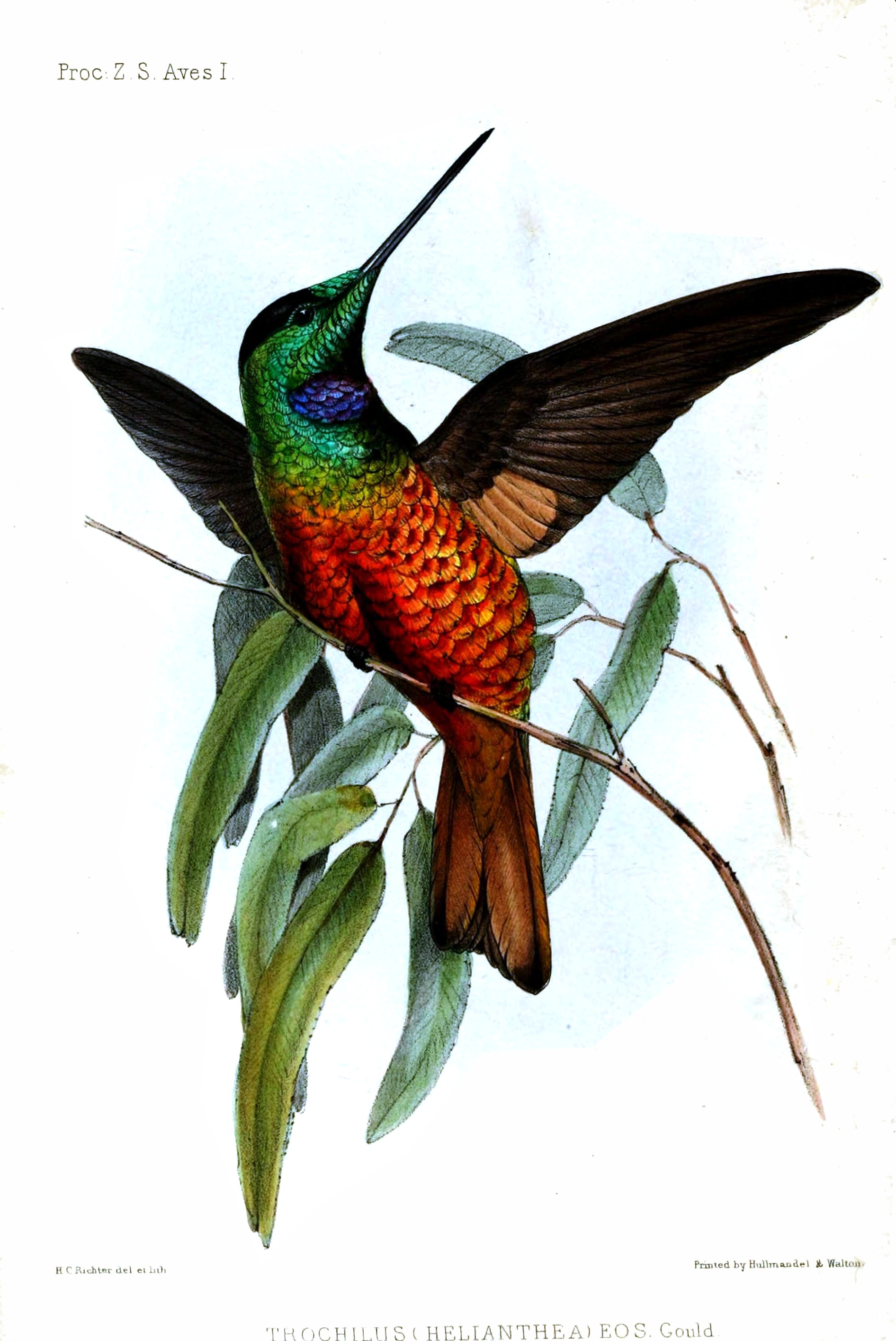
Goldbauchkolibri, Zeichnung

Der Goldbauchkolibri erreicht eine Körperlänge von etwa 10,9 Zentimetern und hat einen geraden, schmalen 30 Millimeter langen Schnabel. Das Männchen hat einen glänzend grünen Scheitel, wobei der Rest der Krone schwarz ist. Der obere Teil des Rückens strahlt dunkelgrün und wird am Bürzel goldorange. Ringkragen und Brust funkeln grün. Der hintere Teil der Unterseite schimmert feurig golden. Der leicht gegabelte Schwanz ist goldbronzen. Die Schwingen wirken merklich dunkler. Das Weibchen hat eine strahlend grüne Oberseite, die am Bürzel wie beim Männchen goldorange wird. Die Unterseite ist überwiegend zimtfarben, wobei die Brust von grünen Federn durchzogen ist. Seitlich der Kehle zeigen sich ebenfalls grüne Sprenkel. Am Bauch finden sich feurig goldene Flecken. Der Schwanz ist bronzefarben mit gelegentlichen braungelben Flecken.

## Verbreitung und Lebensraum
Der Goldbauchkolibri kommt an feuchten Waldrändern und in Buschland in Höhen zwischen 1400 und 3200 Metern vor. In Kolumbien findet man ihn in den Departamentos Cundinamarca, Boyacá und Santander in den nördlichen Ausläufern der Cordillera Occidental. Außerdem kommt die Art kleinräumig im Grenzgebiet zwischen Kolumbien und Venezuela vor.

## Verhalten
Der Goldbauchmusketier ernährt sich von Insekten und schwebt vor schlauchförmigen Blumen außerhalb von Wäldern und Sträuchern der mittleren Stratifikationsschicht.

## Unterarten

Verbreitung des Goldbauchkolibris

Bisher sind drei Unterarten bekannt, die sich vor allem durch ihre Färbung unterscheidenː
- Coeligena bonapartei bonapartei (Boissonneau, 1840)[2] – Die Nominatform ist vom Osten Kolumbiens bis in den Westen Venezuelas verbreitet.
- Coeligena bonapartei consita Wetmore & Phelps, Jr 1952[3] – Diese Unterart kommt in der Sierra de Perijá im Nordosten Kolumbiens und Westen Venezuelas vor.
- Coeligena bonapartei eos (Gould, 1848)[4] – Diese Subspezies ist im Westen Venezuelas zu finden.

Manche Autoren sehen im Goldandenkolibri (Coeligena eos) eine eigene Art. Das South American Classification Committee unterstützt im Proposal (#139) diese Abspaltung nicht. Auch der Antioquiakolibri (Coeligena orina) (Wetmore, 1953) wird von einigen Autoren als Unterart Coeligena bonapartei orina betrachtet. Hier bezieht das South American Classification Committee in seinem Proposal (#185) die Meinung, dass es sich um eine eigene Art handelt.

## Etymologie und Forschungsgeschichte
Der Goldbauchkolibri wurde von Auguste Boissonneau zunächst unter dem Namen Ornismia Bonapartei erstmals beschrieben. Später wurde er der Gattung Coeligena zugeordnet. Das Wort Coeligena leitet sich aus den lateinischen Wörtern coelum bzw. caelum für „Himmel“ und genus für „Nachkomme“ ab. Das Artepitheton bonapartei ist Charles Lucien Jules Laurent Bonaparte gewidmet, den Boissonneau in seiner Erstbeschreibung einen der gelehrtesten Ornithologen seiner Epoche nennt. Consita leitet sich vom lateinischen consitus, conserere für „gepflanzt, gesät, pflanzen“ ab. Ἠώς Ēṓs ist das griechische Wort für „(Göttin der) Morgendämmerung“.